# Herb Moskwy

Godło Moskwy w okresie radzieckim

Herb Moskwy (ros. Герб Москвы) przedstawia świętego Jerzego Zwycięzcę (Swiatogo Gieorgija Pobiedonosca) na białym koniu, zabijającego włócznią czarnego smoka. Początkowo był herbem Wielkiego Księstwa Moskiewskiego. Jego barwy znalazły się na fladze Rosji używanej od 1668 (formalnie od 1883). Podobny herb znajduje się w centrum herbu Rosji.
Scena ta znana jest z ikon i opowieści ludowych. Obecny herb Moskwy obowiązuje od 1993, po okresie symboliki utworzonej przez władze radzieckie.